# Гурин Василь Арсентійович
Васи́ль Гу́рин — доктор технічних наук, професор, ректор Національного університету водного господарства та природокористування (НУВГП) до 2012 р. «Заслужений діяч науки і техніки України».

## Життєпис
Народився в липні 1949 р. у с. Друхів Березнівського району Рівненської області.
У 1966 р. вступив на гідромеліоративний факультет Українського інституту інженерів водного господарства, закінчивши який, здобув кваліфікацію інженера-гідротехніка. Свій трудовий шлях Василь Арсентійович розпочав на виробництві в Хабаровському краї (Росія) майстром дільниці, головним інженером, а згодом став виконувати обов'язки начальника Унгунського БМУ тресту «Біробіджанводбуд», де працював до 1975 р.
Роботу в Українському інституті інженерів водного господарства розпочинав з науково-дослідного сектору. Обіймав посади інженера та старшого інженера (1975—1976 рр.), а протягом 1976 — 1980 рр. — старшого наукового співробітника.
З 1980 р. В. А. Гурин працює на викладацькій роботі: асистентом, старшим викладачем, доцентом, професором, а з 1994 р. — завідувачем кафедри експлуатації гідромеліоративних систем. Обіймав посаду проректора з міжнародних і регіональних зв'язків (1999—2002 рр.), не полишаючи завідування кафедрою. За короткий період роботи на цій посаді в університеті було створено Центр міжнародних і регіональних зв'язків, мережу навчально-консультаційних центрів (Кримський, Слов'янський, Прилуцький).

## Праці
Василь Гурин — автор понад 200 наукових праць, в тому числі 76 винаходів.
Гурин вперше провів системні дослідження аварійних відмов трубопровідної мережі зрошувальних систем, розробив методику розрахунку надійності складних зрошувальних систем та цементно-піщану ізоляцію внутрішніх стінок водопровідних труб періодичного режиму подачі води, способів і пристроїв попередження гідравлічного удару в трубопровідній мережі, гасителі вібрації, нову конструкцію зрошувальної системи з водопідпірними колонами. Вчений виконав фундаментальні дослідження опору засувок для мережі, розробив відомчі норми і рекомендації з експлуатації закритої мережі, догляду за річками.

## Наукові інтереси
Сфера наукових інтересів — дослідження надійності роботи закритих трубопровідних систем, розроблення нових конструкцій систем, удосконалення діючих систем зрошення і осушення, а також дослідження зовнішніх впливів на зміну властивостей води і матеріалів на її основі.

## Відзнаки і нагороди
Нагороджений знаками «Винахідник СРСР», «Відмінник освіти».

## Родинне життя
Під час перебування на роботі у Хабаровському краї (Росія) Василь Арсентійович зустрів свою майбутню дружину — Кирилову Антоніну Дмитрівну. Вони одружилися у лютому 1974 року і уже 3 листопада цього ж року на світ з'явилася перша донька Гуріних — Оксана. А через 6 років, у 1980 році, подружжя раділо появі другої доньки Ольги. Дівчата швидко росли і радували батьків талантами і досягненнями. У 1996 році старша донька Оксана виходить заміж і через 2 роки народжує доньку Вікторію. А у 2005 році світ побачив другу внучку Василя Арсентійовича — Анастасію.